# Bembéré Tama
Bimbéré Tama est une commune rurale du Mali de l'arrondissement de Dogo, dans le cercle de Youwarou et la région de Mopti. Elle a pour chef-lieu la localité de Dogo.

## Villages
La commune s'étend sur 10 localités relevées lors du recensement général de 2009. 
Les villages les plus peuplés sont :
- Dogo (3 095 habitants)
- Farayeni (1 029 habitants)
- Yere Yere (865 habitants)

En 2023, la loi 2023-007 attribue à la commune 10 villages, fractions ou quartiers  :
- Dogo
- Bare
- Fetodje
- Sare-Dina
- Farayeni
- Ourde
- Yere-Yere
- Karan
- Gande-Tama
- Sarbere